# 無限階四面體堆砌
在幾何學中，無限階四面體堆砌是一種位於雙曲三維非緊空間的雙曲正堆砌，由正四面體組成，每個稜都是無限多個正四面體的公共稜，也因此使這個圖形無法存於一般的三維空間中。這個圖形每一個面都可以做為整個圖形的鏡射面。

## 性質
無限階四面體堆砌每個頂點都是無限多個正四面體的公共頂點，因此在施萊夫利符號中可以用{3,3,∞}來表示，其中{3,3}表示正四面體，在考克斯特-迪肯符號中也能用來表示，其中表示正四面體。
無限階四面體堆砌可以視為一系列由正四面體組成的多面體數量之算術極限，非僅空間的四面體堆砌是從七階四面體堆砌開始，因為六階四面體堆砌是仿緊空間，非僅空間的四面體堆砌除了無限階之外也可以達到更高階數，利用虛階數表示其階數比無窮大更多，即超無限階四面體堆砌，在考克斯特-迪肯符號中以表示。
由於無限階四面體堆砌全部都是由正四面體組成，每個頂點相同、邊也等長，因此也是一種正幾何圖形，但其位於雙曲三維非緊空間，因此有這種性質的正堆砌有無限多個。
無限階四面體堆砌存在另外一種對稱性比較低的半正結構，就是將四面體的胞進行交錯的表面塗色，換句話說，就是將該圖形中的四面體交替地塗上不同顏色。這種結構在施萊夫利符號中表示為{3,(3,∞,3)}、考克斯特-迪肯符號可表示為或。在考克斯特群中，他們具有[3,3,∞,1+]的半對稱性，也可以計為[3,((3,∞,3))]。

## 其他階數的非緊四面體堆砌
無限階四面體堆砌是非緊四面體堆砌系列的極限，第一個非緊四面體堆砌是七階四面體堆砌。

### 七階四面體堆砌
七階四面體堆砌是非緊四面體堆砌系列的第一個正圖形，每個頂點都是七個正四面體的公共頂點。

### 八階四面體堆砌
在幾何學中，八階四面體堆砌是一種位於雙曲三維非緊空間的雙曲正堆砌，由正四面體組成，在施萊夫利符號中用{3,3,8}來表示，考克斯特-迪肯符號中以表示 。每個稜都是八個正四面體的公共稜。

#### 對稱性
對稱性比較低的形式就是在該圖形表面交替地塗上不同顏色，可以利用循環表式的施萊夫利符號{3,(3,4,3)}或考克斯特符號來表示，其對稱性為[3,3,8,1+]，也寫作[3,((3,4,3))]。

### 九階四面體堆砌
在幾何學中，九階四面體堆砌是一種位於雙曲三維非緊空間的雙曲正堆砌，由正四面體組成，在施萊夫利符號中用{3,3,9}來表示，考克斯特-迪肯符號中以表示 。每個稜都是九個正四面體的公共稜。

### 十階四面體堆砌
十階四面體堆砌是每個頂點為十個正四面體的公共頂點的雙曲堆砌，其具有另一種較低對稱性的表面塗色結構，可以利用循環表式的施萊夫利符號{3,(3,5,3)}或考克斯特符號來表示，其對稱性為[3,3,10,1+]，也寫作[3,((3,5,3))]。

## 相關多胞體與堆砌
七階四面體堆砌是一種由正四面體組成的堆砌，其他胞也由正四面體組成多胞體與堆砌或蜂巢體包含：
| 圖像   |           |           |           |           |           |           |           |
| 頂點圖 | · {3,3} · | · {3,4} · | · {3,5} · | · {3,6} · | · {3,7} · | · {3,8} · | · {3,∞} · |